# Трасологія
Трасологія — криміналістичне вчення про сліди, один із центральних розділів криміналістичної техніки. Він вивчає теоретичні основи і закономірності виникнення слідів, що відображають механізм скоєння злочину; розробляються рекомендації щодо застосування методів і засобів виявлення, вилучення і дослідження слідів з метою з'ясування обставин, які є значущими для розкриття, розслідування та попередження злочинів.
Трасологія вже понад півстоліття застосовується і в археологічних дослідженнях. Археологічна трасологія — метод пізнання діяльності людини в минулому через вивчення її слідів: на стародавніх інструментах з каменю, кістки, металу і/або інших матеріалів, а також сліди застосування цих знарядь — сліди обробки